# Свято-Успенська Святогірська лавра (срібна монета)
«Свя́то-Успе́нська Святогі́рська ла́вра» — срібна пам'ятна монета номіналом 10 гривень, випущена Національним банком України.
Присвячена відомій архітектурно-історичній пам'ятці (XVII — XIX ст.) — Святогірському Успенському монастирю, якому в 2004 році присвоєно статус лаври. Монастир, побудований біля підніжжя гір на правому березі річки Сіверський Донець, вперше згадується у 1624 році. Головну роль у його архітектурній композиції відіграє Миколаївська церква (XVII ст.) — найдавніший храм монастиря, основна частина якого розміщується у скелі.
Дата введення в обіг: 20 жовтня 2005 року.
Серія: Пам'ятки архітектури України

## Опис та характеристики монети
| Номінал грн. | Метал           | Маса, грам   | Діаметр, мм. | Якість виготовлення | Гурт     | Тираж, штук |
| ------------ | --------------- | ------------ | ------------ | ------------------- | -------- | ----------- |
| 10           | срібло (Ag 925) | 31,1 / 33,62 | 38,6         | пруф                | рифлений | 8 000       |

### Аверс
На аверсі монети зображено Чудотворну ікону Божої Матері Святогірської, по обидва боки якої два ангели тримають дари — монети, хрести, підвіски тощо, вгорі півколом напис «УКРАЇНА», праворуч — малий Державний Герб України, ліворуч — рік карбування монети — «2005», унизу півколом — «ДЕСЯТЬ ГРИВЕНЬ», а також позначення металу, його проби — «Ag 925», маси в чистоті — 31,1 та логотип Монетного двору Національного банку України.

### Реверс
На реверсі монети на березі річки зображено древній Святогірський Успенський монастир, розташований біля підніжжя крейдяних гір, укритих густим лісом, та вгорі півколом напис «СВЯТО-УСПЕНСЬКА СВЯТОГІРСЬКА ЛАВРА».

## Автори

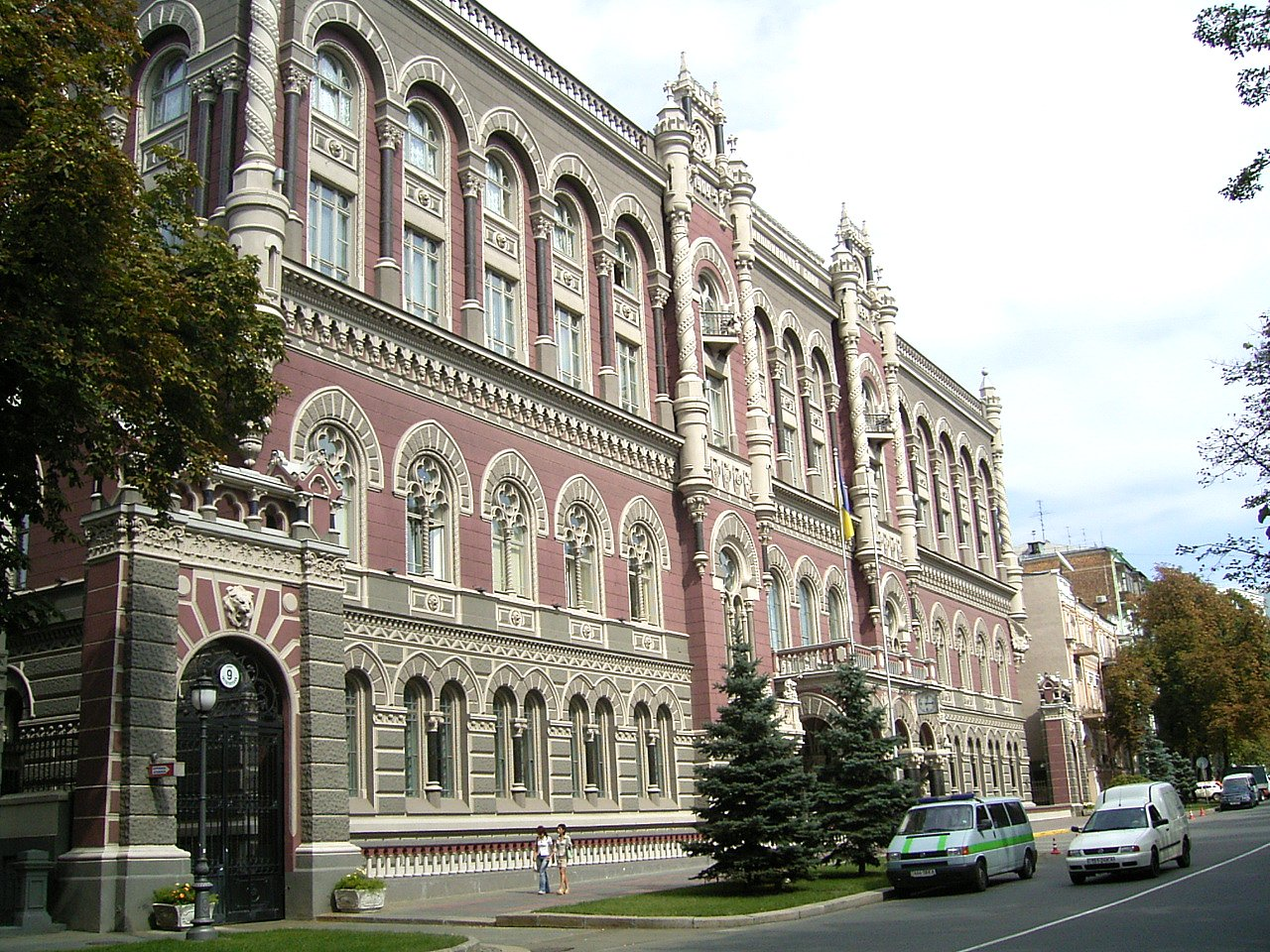
Будівля Національного банку України

- Художник — Кочубей Микола.
- Скульптор — Дем'яненко Володимир.

## Досягнення
Салон нумізматики, медалістики та банкнот «Віченца нумізматична» (Італія) — у номінації міжнародних нагород «Віченца Палладіо» перше місце присуджено срібній пам'ятній монеті «Свято-Успенська Святогірська лавра» (2006 рік).

## Вартість монети
Ціна монети — 618 гривень була вказана на сайті Національного банку України в 2014 році.
Фактична приблизна вартість монети з роками змінювалася так:
| Рік        | 2010 | 2011 | 2012 | 2013 | 2014 | 2015  | 2016  | 2017 | 2018  | 2019  | 2020 | 2021  | 2022  | 2023  | 2024  | 2025  |
| ---------- | ---- | ---- | ---- | ---- | ---- | ----- | ----- | ---- | ----- | ----- | ---- | ----- | ----- | ----- | ----- | ----- |
| Ціна, грн. | 600  | 650  | 700  | 750  | 600  | 1 150 | 1 050 | 800  | 1 200 | 1 050 | 920  | 1 230 | 1 120 | 2 700 | 2 500 | 3 200 |